# Boardwalk Empire
Boardwalk Empire és una sèrie de televisió de drama criminal d'època estatunidenca creada per Terence Winter per al canal de cable premium HBO. La sèrie està ambientada principalment a Atlantic City (Nova Jersey), durant l'era de la Llei Seca dels anys vint. La sèrie és protagonitzada per Steve Buscemi com Nucky Thompson. Winter, guionista i productor guanyador del premi Primetime Emmy, va crear l'espectacle, inspirat en el llibre de no ficció Boardwalk Empire: The Birth, High Times, and Corruption of Atlantic City de Nelson Johnson del 2002, sobre l'històric capità criminal Enoch L. Johnson.
L'episodi pilot va ser dirigit per Martin Scorsese i produït amb un cost de 18 milions de dòlars. L'1 de setembre de 2009, HBO va comprar la sèrie per a 11 episodis addicionals. La sèrie es va estrenar el 19 de setembre de 2010 i la seva sèrie de cinc temporades de 56 episodis va acabar el 26 d'octubre de 2014.
Boardwalk Empire va rebre un gran reconeixement de la crítica al llarg de la seva carrera, especialment pel seu estil visual i la base de personatges històrics, així com per l'actuació principal de Buscemi. La sèrie va rebre 57 nominacions als Primetime Emmy Award, incloses dues a millor sèrie dramàtica, guanyant-ne 20. La sèrie també va guanyar el Globus d'Or a la millor sèrie de televisió dramàtica l'any 2011 i dos Screen Actors Guild Awards per a la millor actuació d'un conjunt ena una sèrie dramàtica els anys 2011 i 2012.

## Argument
Boardwalk Empire és un drama d'època centrat en Enoch "Nucky" Thompson (basat en l'històric Enoch L. Johnson), una figura política que assoleix protagonisme i controla Atlantic City, durant el període de prohibició de la dècada de 1920 i dècada de 1930. Nucky interactua amb personatges històrics tant de la seva vida personal com política, inclosos mafiosos, polítics, agents del govern i la gent comuna que l'estima. El govern federal també s'interessa pel robatori i altres activitats il·legals a la zona, enviant agents per investigar possibles connexions amb la màfia, així com l'estil de vida de Nucky, car i fastuós per a una figura política del comtat. L'última temporada avança set anys fins al 1931, quan la Prohibició s'acosta al seu final.

## Repartiment
- Steve Buscemi com a Enoch "Nucky" Thompson, el tresorer corrupte del comtat d'Atlantic i la seva figura política més poderosa. Sovint està involucrat amb diverses màfies i màfies de Nova York i Chicago, així com amb l'obtenció de licors a Atlantic City. Es basa vagament en el cap polític de Atlantic City, Enoch L. Johnson.
- Michael Pitt com a James "Jimmy" Darmody (temporades 1-2) - L'antic protegit de Nucky, un estudiant d'honor que va deixar Princeton per servir a la Primera Guerra Mundial. Treballa breument per a Nucky abans de lluitar pel seu compte amb el crim organitzat. Està casat amb Angela i és fill de Gillian Darmody i el comodor Louis Kaestner.
- Kelly Macdonald com Margaret Thompson: una jove vídua i mare que demana ajuda a Nucky per sortir d'un matrimoni abusiu, convertint-se en la seva amant i més tard la seva dona.
- Michael Shannon com a Nelson Van Alden / George Mueller, un antic agent de l'Oficina de la Prohibició fugint. Sota l'àlies "George Mueller", es converteix en contrabandista a l'àrea de Chicago que treballa com a múscul de l'organització de Dean O'Banion i de l'organització de Johnny Torrio.
- Shea Whigham com Elias "Eli" Thompson: germà petit de Nucky i xèrif del comtat d'Atlantic, que treballa com a part de l'organització de Nucky i més tard de l'organització d'Al Capone. Té nombrosos fills, inclòs el fill gran Willie. Es basa en Alf Johnson.
- Aleksa Palladino com Angela Darmody (temporades 1-2) - La dona de Jimmy i la mare del seu fill petit.
- Michael Stuhlbarg com a Arnold Rothstein (temporades 1-4): un poderós gàngster i multimilionari de la ciutat de Nova York que fa negocis amb Nucky. Charlie Luciano, Meyer Lansky i Benjamin Siegel treballen per a ell.
- Stephen Graham com Al Capone: un violent gàngster de Chicago que és la mà dreta del cap del crim de Chicago Johnny Torrio.
- Vincent Piazza com a Charles "Lucky" Luciano: un jove gàngster de la ciutat de Nova York i soci de Rothstein.
- Paz de la Huerta com a Lucy Danziger (temporades 1–2): l'antiga amant de Nucky que s'involucra amb Van Alden.
- Michael Kenneth Williams com Albert "Chalky" White, un poderós gàngster afroamericà a Atlantic City.
- Anthony Laciura com Edward Anselm "Eddie" Kessler (temporades 1–4) - el majordom lleial de Nucky.
- Paul Sparks com a Mieczyslaw "Mickey Doyle" Kuzik, un contrabandista d'Atlantic City que treballa amb Nucky.
- Dabney Coleman com el comodor Louis Kaestner (temporades 1–2): el mentor i predecessor de Nucky a Atlantic City i el pare de Jimmy. John Ellison Conlee retrata un jove comodor als flashbacks de la cinquena temporada. El personatge de Kaestner es basa lliurement en Louis Kuehnle.
- Jack Huston com a Richard Harrow (temporada 1 recurrent; temporades regulars 2–4) - un antic tirador de l'exèrcit que s'alia amb Jimmy. Desfigurat a la guerra, porta una màscara de llauna[9] a la meitat de la cara.
- Gretchen Mol com Gillian Darmody (temporada 1 recurrent; temporades regulars 2–5) - La mare de Jimmy i amiga de sempre de Nucky.
- Charlie Cox com a Owen Sleater (temporada 2 recurrent; temporada regular 3) - un voluntari de l'Exèrcit Republicà Irlandès que treballa per a Nucky i té una aventura amb Margaret.
- Bobby Cannavale com a Gyp Rosetti (temporada 3): un gàngster despietat que desafia a Nucky.
- Ron Livingston com a Roy Phillips (temporada 4): un detectiu de Pinkerton que es fa passar per un ric home de negocis de fora de la ciutat que s'involucra amb Gillian Darmody per processar-la per assassinat.
- Jeffrey Wright com el Dr. Valentin Narcisse (temporades 4-5) - un filantrop de Harlem, doctor en divinitat i seguidor de Marcus Garvey, que planeja fer-se càrrec del comerç d'heroïna a Atlantic City. El personatge es va inspirar en Casper Holstein.[10]
- Ben Rosenfield com Willie Thompson (temporada recurrent 4; temporada regular 5): el fill gran d'Eli, estudiant de la Universitat de Temple i després advocat del Departament de Justícia dels Estats Units.